# Byk Gulden

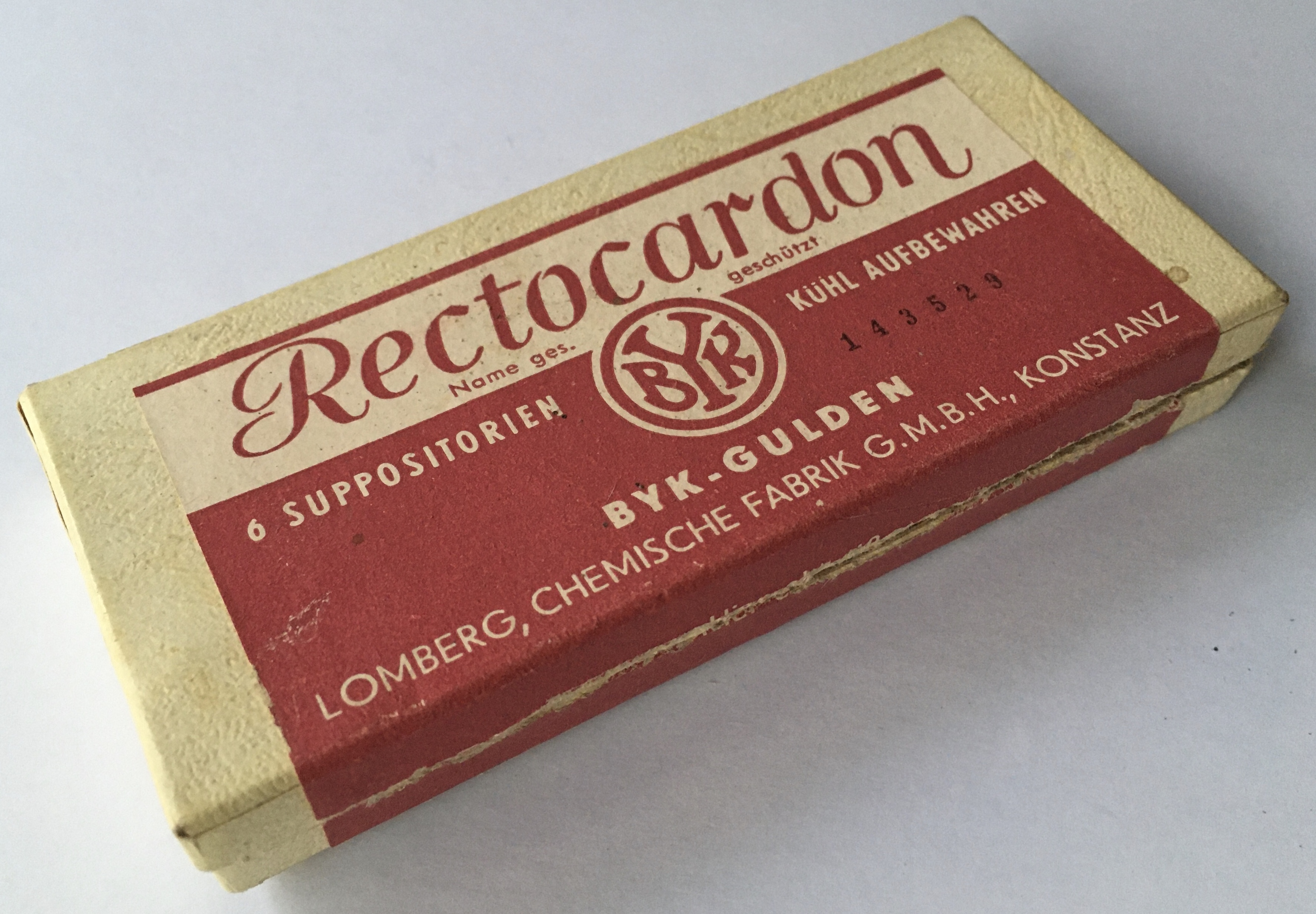
"Rectocardon" Suppositorien von Byk-Gulden

Die Byk Gulden Lomberg Chemische Fabrik GmbH, kurz BYK ist ein deutsches Pharmaunternehmen und ist eine 100-prozentige Tochtergesellschaft der Altana AG mit Sitz in Wesel.

## Geschichte
Die Firma wurde im Jahr 1873 von Heinrich Byk als chemische Fabrik unter dem Namen „Dr. Heinrich Byk“ in Berlin gegründet. Das erste Produkt war ein synthetisches Schlafmittel namens Chloralum hydratum, das auf Justus von Liebig und Oscar Liebreich zurückgeht. 1915 wurde die Firma in Byk-Gulden umbenannt, nachdem Byk seine Verantwortung an den Chemiker Paul Gulden übertragen hatte.
1941 übernahm die Accumulatoren Fabrik AG (AFA) unter der Führung von Günther Quandt die Mehrheit an der Firma. Nach dem Zweiten Weltkrieg erfolgte der Umzug ins unzerstörte Konstanz, 1977 die Eingliederung in die Altana AG.
Im Jahr 2002 wurde Byk Gulden bzw. (da noch die fotochemische Fabrik Ernst Lomberg dazugekommen war) Byk-Gulden Lomberg, GmbH Konstanz in Altana Pharma AG umbenannt.
Im Juni 2007 wurde die Pharmasparte von Altana an die luxemburgische Nycomed-Gruppe verkauft und firmierte seitdem unter dem Firmennamen Nycomed GmbH. Diese wurde 2011 ihrerseits von Takeda übernommen, zu welcher die Pharmafirma noch heute gehört.